# Edoardo Rotigliano
Edoardo Rotigliano (Livorno, 25 agosto 1880 – Roma, 19 febbraio 1963) è stato un avvocato e politico italiano.
Laureato in giurisprudenza, avvocato, partecipò alla Prima guerra mondiale come sottotenente e ricevette una Medaglia d'argento, due Medaglie di bronzo e due Croci di guerra al valor militare.

## Biografia
Esponente nazionalista poi passato al fascismo, fu eletto deputato alle elezioni politiche italiane del 1924 con il Listone Mussolini. Confermò il suo seggio a Montecitorio venendo eletto alle elezioni plebiscitarie del 1929 e del 1934, sempre tra le file del Partito Nazionale Fascista. Nel 1939 entrò a far parte della Camera dei Fasci e delle Corporazioni, da cui uscì il 29 aprile 1943, giorno in cui - su proposta del prefetto di Pistoia, venne nominato da Vittorio Emanuele III senatore del Regno.
Dal 1929 al 1934 fu Membro del Consiglio superiore forense. Fece inoltre parte della Massoneria.
Con la caduta del fascismo non venne epurato, ed anzi dal 18 dicembre 1943 al 29 gennaio 1944 venne nominato commissario prefettizio di Ragusa.